# Бозбаев, Ислам Мейрамбекович
Исла́м Мейрамбе́кович Бозба́ев (каз. Ислам Мейрамбекұлы Бозбаев;

## Биография
Ислам Бозбаев родился в городе Темиртау Карагандинской области.
С 1998 года занимается дзюдо.
На Азиаде — 2010 завоевал серебро в своей весовой категории.
На Чемпионате Азии 2011 года в Абу-Даби тоже был вторым.
На турнире из серии «World Cup» в 2011 году в Алматы стал чемпионом.
На Чемпионат Азии в 2012 году в Ташкенте стал пятым.
На турните из серии «Grand Slam» в 2012 году в Токио стал бронзовым призёром.
На турнире из серии «Grand Prix» в 2013 году в Алматы стал чемпионом.
На турнире из серии «Grand Prix» в 2015 году в Самсуне стал бронзовым призёром.
На Чемпионат Азии в 2015 году в Кувейте стал пятым.
На турнире из серии «Grand Slam» в 2017 году в Баку стал чемпионом.
Участник Олимпийскийх игр Лондоне. 4 раза выступал на Чемпионатах Мира.
В январе 2018 года Ислам Бозбаев завоевал золотую медаль на этапе Гран-при в Тунисе.